# Чемпіонат Грузії з футзалу
Суперліга є найвищою футзальною лігою чемпіонату Грузії, у якій беруть участь 6 команд, проводиться Грузинською футбольною федерацією.
Чемпіонат Грузії проводиться регулярно щосезону з 1994 року. В сезоні 2006/07 чемпіонат проводився за фінансової підтримки компанії Mikasa, яка виробляє спортивні товари, і кількість учасників була зменшена до чотирьох. Незважаючи на зміну формату, у чемпіонаті все одно продовжила домінувати тбіліська команда Іберія-2003, яка завоювавши у 2008 році свій сьомий титул стала найуспішнішою командою Грузії, обігнавши «Баасі», який знявся після сезону 2001/2002.
Змагання за Кубок проводяться нерегулярно.

## Історія
У 1970-ті роки, коли Грузія входила до складу Радянського Союзу, у республіці проводилося безліч футзальних турнірів. У першому чемпіонаті СРСР 1990/91 від Грузії виступав сухумський клуб «Ріца», який грав у зональному турнірі в Ростові-на-Дону. Серйозним поштовхом для подальшого розвитку футзалу в цій країні стало відвідування у січні 1995 року Москви одним з основоположників грузинського футзалу - тбіліським клубом «Ваке», який провів у російській столиці ряд товариських матчів.

## Формат
Ігри між команди проходять у три кола, тож загалом кожна команда має зіграти 15 матчів. Команда, що виграє чемпіонат, отримує право виступати у Кубку УЄФА.

## Чемпіони
| Сезон   | Переможець            |
| ------- | --------------------- |
| 1994/95 | Ваке (Тбілісі)        |
| 1995/96 | Баасі (Багдаті)       |
| 1996/97 | Баасі (Багдаті)       |
| 1997/98 | Баасі (Багдаті)       |
| 1998/99 | Баасі (Багдаті)       |
| 1999/00 | Баасі (Багдаті)       |
| 2000/01 | Баасі (Багдаті)       |
| 2001/02 | Іберія 2000 (Тбілісі) |
| 2002/03 | Іберія 2000 (Тбілісі) |
| 2003/04 | Іберія 2003 (Тбілісі) |
| 2004/05 | Іберія 2003 (Тбілісі) |
| 2005/06 | Іберія 2003 (Тбілісі) |
| 2006/07 | Іберія 2003 (Тбілісі) |
| 2007/08 | Іберія 2003 (Тбілісі) |
| 2008/09 | Іберія 2003 (Тбілісі) |
| 2009/10 | Іберія Стар (Тбілісі) |
| 2010/11 | Іберія Стар (Тбілісі) |
| 2011/12 | Іберія Стар (Тбілісі) |
| 2012/13 | Іберія Стар (Тбілісі) |

## Учасники чемпіонату 2012-2013
- Іберія Стар
- ТСУ
- Socar
- Теласі
- GIEC
- Бурджі